# As Pupilas do Senhor Reitor
As Pupilas do Senhor Reitor é um romance do escritor português Júlio Dinis. É um romance lançado ao público em formato de folhetim em 1866 e, posteriormente, editado e publicado como livro em 1867.
As Pupilas do Senhor Reitor foi um sucesso. Devido ao modo como foi produzido, o texto apresenta pouco apuro no estilo, com chavões, variedades, suspenses, distensões, revezadamente; claramente dirigido à classe popular, baseado em costumes rurais.
Ambientado na segunda metade do século XIX, em uma aldeia portuguesa, conta a história de Margarida e Clara e seus romances com os filhos do fazendeiro José das Dornas: Daniel e Pedro.

## História
Uma aldeia portuguesa do século XIX é o cenário ideal para o desenrolar de uma delicada trama: o amor e os desencontros entre as órfãs Clara e Guida. Cenário este, povoado de tipos humanos cuja bondade só é maculada pelo moralismo quase ingênuo de comadres fofoqueiras, desenrola-se o drama amoroso. 
O reitor descobre o inocente namoro de Daniel com a pastorinha Margarida (Guida). O pai, José das Dornas, decide, então, enviá-lo ao Porto para estudar medicina. Dez anos depois Daniel volta para a aldeia, como médico homeopata. Margarida, agora professora de crianças, conserva ainda seu amor pelo rapaz. Ele, no entanto, contaminado pelos costumes da cidade, torna-se um namorador impulsivo e inconstante, e já nem se lembra da pequena pastora. 
A esse tempo, Pedro, irmão de Daniel, está noivo de Clara, irmã de Margarida. O jovem médico encanta-se da futura cunhada, iniciando uma tentativa de conquista que poria em risco a harmonia familiar. Clara, inicialmente, incentiva os arroubos do rapaz, mas recua ao perceber a gravidade da situação. Ansiosa por acabar com impertinente assédio, concede-lhe uma entrevista no jardim de sua casa.
Esse encontro é o ponto culminante da narrativa: surpreendidos por Pedro, são salvos por Margarida, que toma o lugar da irmã. Rapidamente esses acontecimentos tornam-se um grande escândalo que compromete a reputação de Margarida. Daniel, impressionado com a abnegação da moça, recorda-se, finalmente, do amor da infância. Apaixonado agora por Guida, procura conquistá-la. No último capítulo, depois de muita resistência e de muito sofrimento, Margarida aceita o amor de Daniel.
Narrativa romanceada tipicamente aldeã da terceira geração romântica engloba dois pólos significativos para o desenvolvimento da história: as irmãs Clara e Margarida e os irmãos Daniel e Pedro das Dornas tendo como intermediário o Senhor Reitor. A narrativa se passa em uma aldeia e conta a história de amor de Margarida e Daniel e Clara e Pedro. Possui um fundo sarcástico e um pouco irônico, introduzindo já o realismo em Portugal, mas sem deixar de lado a forte influência do romantismo na Europa. Contudo, esse realismo pode ser observado por meio do caráter das personagens. Daniel, ainda menino, prepara-se para ingressar no seminário, mas o reitor descobre seu inocente namoro com a pastorinha Margarida (Guida). O pai, José das Dornas, decide, então, enviá-lo ao Porto para estudar medicina. Dez anos depois Daniel volta para a aldeia, como médico homeopata. Margarida, agora professora de crianças, conserva ainda seu  amor pelo rapaz. Ele, no entanto, contaminado pelos costumes da cidade torna-se um namorador impulsivo e inconstante, e já nem se lembra da pequena pastora. A esse tempo, Pedro, irmão de Daniel, está noivo de Clara, irmã de Margarida. O jovem médico encanta-se de Clara, iniciando uma tentativa de conquista que poria em risco a harmonia familiar. Clara, inicialmente, incentiva os arroubos do rapaz, mas recua ao perceber a gravidade das conseqüências. Ansiosa por acabar com impertinente assédio concede-lhe uma entrevista no jardim de sua casa. Esse encontro é o ponto culminante da narrativa: surpreendidos por Pedro, são salvos por Margarida, que toma o lugar da irmã. Daniel tornando-se doutor, ignora todo o conhecimento e a experiência de João Semana, médico da aldeia, e passa a aceitar e compreender todo o mecanismo de uso dos conhecimentos medicinais em meio a uma aldeia, um local que acredita em muitos mitos ainda e em muitas formas de se curar ainda. Pedro, irmão mais velho de Daniel, é um trabalhador do campo e luta para defender as terras de seu pai que são herança suas e de seu irmão. Clara é filha do segundo casamento do pai de Margarida com sua mãe. Por isso, sempre foi mimada até que sua mãe morre. Na morte dela, Clara passa a trabalhar também para ajudar no sustento da casa, justamente por ser orgulhosa. Já Margarida demonstra a tristeza de ter perdido o pai e a mãe desde criança e encontra em Daniel um apoio e um namorado. Diferente de Clara, Margarida pensa muito em fazer as coisas e pensa também nas pessoas, inclusive no seu professor na hora da morte dele, pedindo à Daniel que o ajudasse. Margarida é pura emoção; Clara é pura razão. Num cenário povoado de tipos humanos cuja bondade só é maculada pelo moralismo quase ingênuo de comadres fofoqueiras, desenrola-se esse drama amoroso. Rapidamente esses acontecimentos tornam-se um grande escândalo que compromete a reputação de Margarida. Daniel, impressionado com a abnegação da moça, recorda-se, finalmente, do amor da infância. Apaixonado agora por Guida (a menina Margarida), procura conquistá-la. No último capítulo, depois de muita resistência e de muito sofrimento, Margarida aceita o amor de Daniel. Obs: O autor coloca em cheque a diferença social que existe entre um irmão e outro e a preferência do Senhor José das Dornas explícita pelo filho mais novo. É a realidade sendo colocada às claras já no final da terceira geração romântica sem perder o romantismo. A veracidade dos fatos começa a ser transferida para os livros, mas de uma forma que não venha a chocar o leitor.
Núcleo principal:
O que foi falado acima é o núcleo principal. Com ele surgem outros núcleos como os amigos de Pedro, a taberna, etc. A chegada de um noviço faz com que Daniel sinta, após anos de estudos, ciúme de Margarida. Margarida sabendo do encontro de sua irmã com Daniel foi no lugar do encontro para salvar a sua honra. No final tudo se esclarece e Pedro perdoa Clara e Daniel se arrepende de ter se esquecido de Margarida e da promessa que fez ao ir estudar na capital da província (quando eram mais novos), que era de nunca se esquecer dela e se guardar para ela. 

## Personagens Principais
- Senhor Reitor: tornou-se tutor de duas jovens órfãs, a quem muito estimava, e lhes valeu como pai, conselheiro e professor: Clara e Margarida.
- Clara: “Clara possuía um gênio, com o qual se não davam as apreensões. Não calculava conseqüências. A vida era o presente. (...) A sua confiança em tudo chegava a ser perigosa. Um inesgotável fundo de generosidade, elementos principal daquele caráter simpático.”
- Margarida: “De caráter triste e sombrio, que é traço indelével que fica de uma infância, à qual se sufocaram as naturais expansões e folguedos, em que precisa transbordar a vida exuberante e bela.”
- Daniel: Amigo de infância de Margarida, filho do abastado José das Dornas, também pai de Pedro. Margarida afeiçoara-se a Daniel. Daniel tem constituição física frágil, o que leva o pai a direcioná-lo para o sacerdócio por meio do Reitor. Como Daniel aos treze anos confessa que não tem vocação para a carreira religiosa, o Reitor convence o pai a enviá-lo ao Porto para estudar medicina e ser doutor.
- Pedro: irmão de Daniel se noiva de Clara.
- Dr. João Semana: médico octogenário de ideias limitadas e ultrapassadas.
- João da Esquina: comerciante boçal atento a intrigas e brigas locais, representante do meio mesquinho e pequeno.
- Velho Mestre: velho filósofo que se instalara na vila para procurar paz na vida do campo e preparar-se para morrer. O velho servia de mestre a Margarida, criando amizade com a moça, que muito aprendia com o filósofo.